# علم وظائف الأعضاء الجزئية
يشير علم وظائف الأعضاء الكسورية الجزئية (بالإنجليزية: Fractal physiology)‏ إلى دراسة الأنظمة الفسيولوجية باستخدام طرق علم التعقيد، مثل قياس فوضى الكون والإنتروبيا والأبعاد الكسورية. الافتراض الأساسي هو أنَّ الأنظمة البيولوجية معقدة وتظهر أنماطاً غير خطية من النشاط، وأنَّ توصيف هذا التعقيد (باستخدام مناهج رياضية مخصصة) مفيد لفهم النظام وإجراء استنتاجات وتنبؤات حوله.

## النتائج الرئيسية

### علم وظائف الأعصاب
يتم استخدام القياسيات الكَمّيَّة لتعقيد نشاط الدماغ في سياق الأمراض العصبية والنفسية وتوصيف الحالات العقلية، مثل انفصام الشخصية، الاضطرابات العاطفية، أو الاضطرابات التنكسية العصبية. على وجه الخصوص، يرتبط انخفاض تعقيد تخطيط أمواج الدماغ، عادةً بزيادة علم الأعراض.

### أنظمة القلب والأوعية الدموية
يعدّ تعقيد تقلب معدل ضربات القلب مؤشرًا مفيدًا على صحة القلب والأوعية الدموية.

## البرمجيات
- في بايثون (لغة برمجية)، يوفر نيوروكيت (هو صندوق أدوات مفتوح المصدر لمعالجة الإشارات الفسيولوجية)، مجموعة شاملة من الوظائف لتحليل تعقيد البيانات الفسيولوجية.[5][6] ينفذ أنتروباي عدة مقاييس لتحديد مدى تعقيد السلاسل الزمنية.[7]
- في آر (لغة برمجة)، توفر تي إس الإنتروبيات طرقًا لتحديد كَمّيَّة الإنتروبيا.[8] كاسنيت (دراسة مقابلة مع المرضى والممارسين العامين في أوكسفوردشاير)، تنفذ مجموعة من الأدوات التحليلية لدراسة الإشارات المسجلة من أنظمة التكيف المعقدة.[9]
- في ماتلاب، يسمح صندوق أدوات العلامات الحيوية الفسيولوجية العصبية بحساب تحليل التقلبات المنفصلة. تنفذ إي زد إنتروبيا تحليل الإنتروبيا للسلسلة الزمنية الفسيولوجية.[10]